# シロフォン

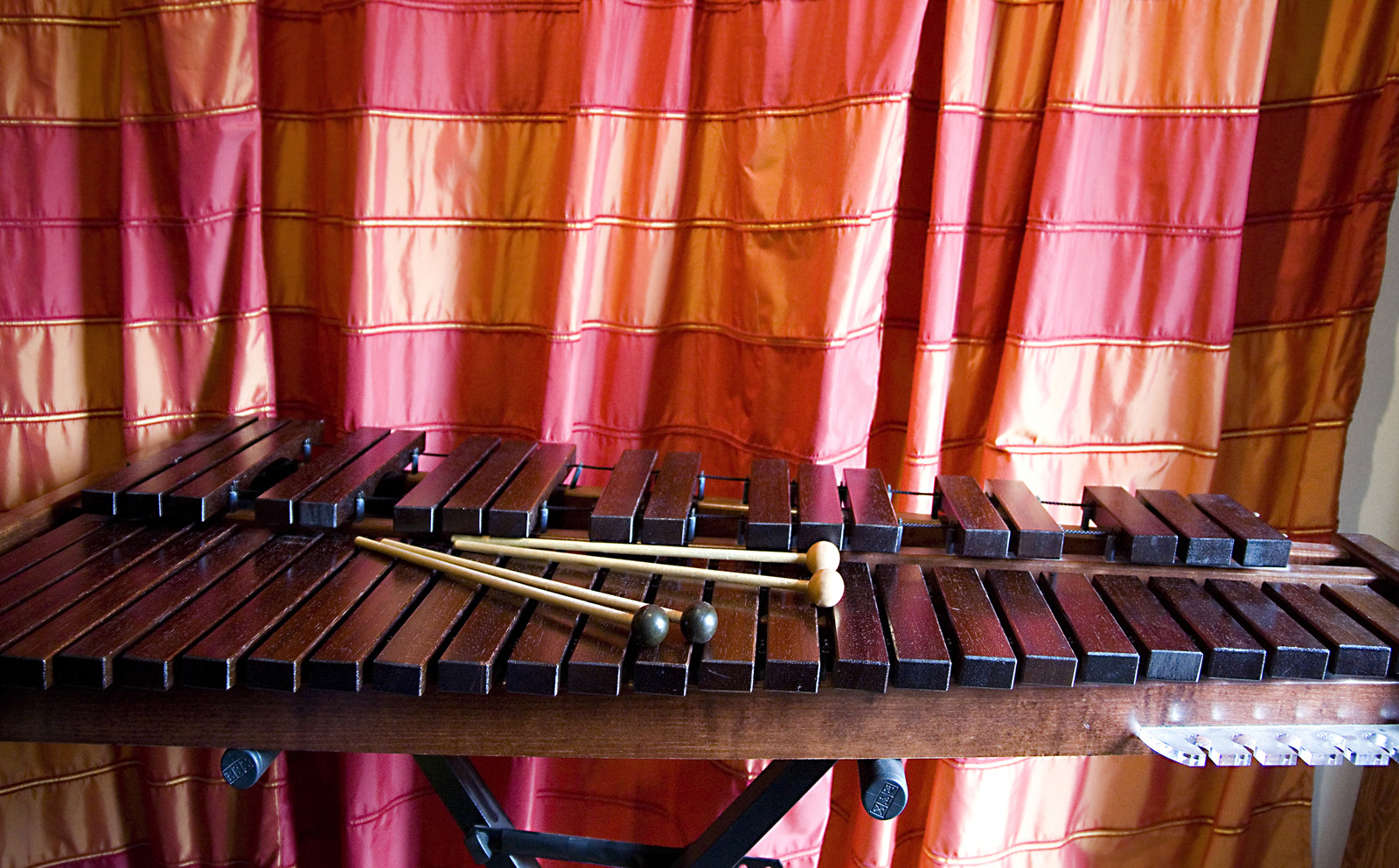
シロフォン

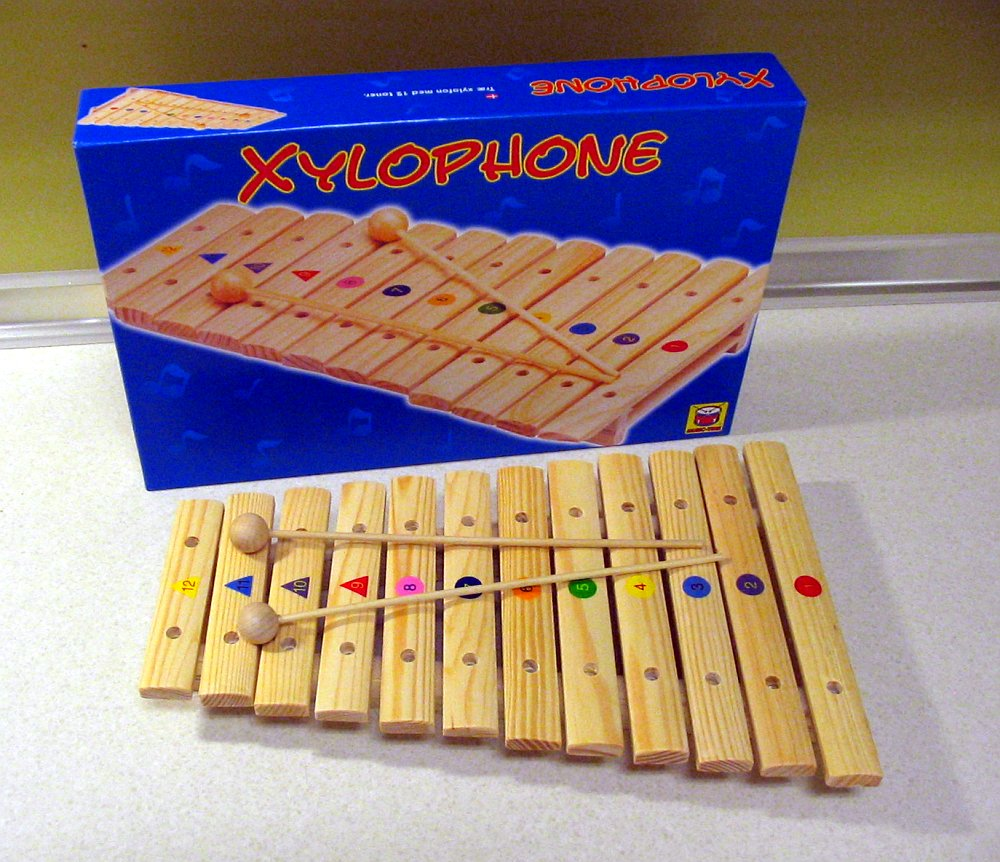
教育用シロフォン

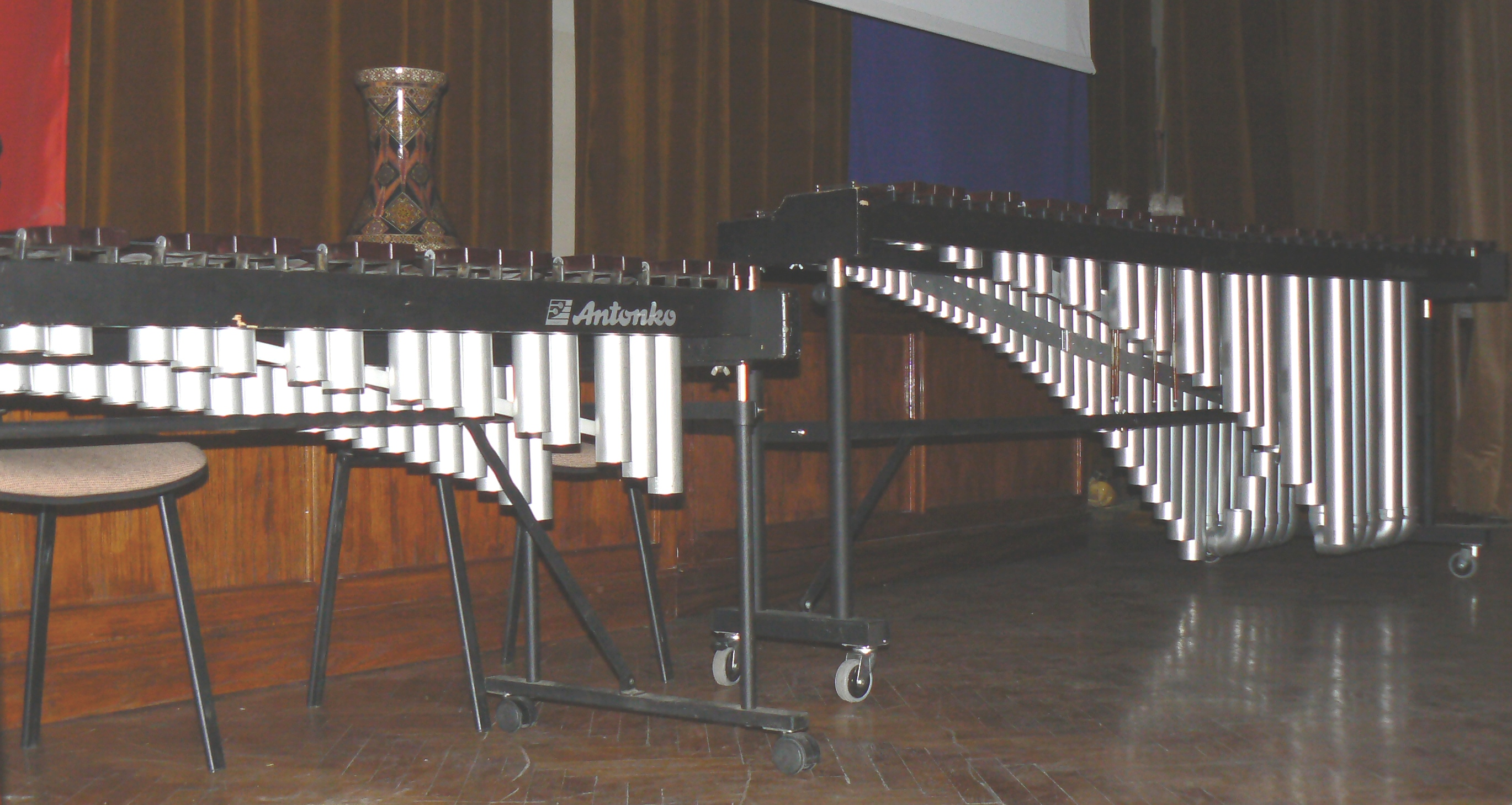
コンサート用シロフォン（左）とマリンバ（右）

シロフォン（またはザイロフォンとも。英: Xylophone）は、木製の音板をもつ鍵盤打楽器で、木琴の一種。譜面上の略記はXylo. などが用いられる。
"Xylo- " は「木の」を意味する接頭辞。

## 構造
いわゆる木琴の一種。日本でシロフォンと言った場合は、一般にコンサート用シロフォンのことを指す。木製の音板を、ピアノの鍵盤と同様の順番に並べた打楽器であり、体鳴楽器に分類される。同じ木琴であり丸く柔らかい音色を持つマリンバよりも、シロフォンの方が高い倍音をもち、全体的に硬い音がする。また使用音域もマリンバより高音域に偏っている。

## 各国語の名称
- 英: xylophone（ザイラフォウン）[ˈzaɪləˌfoʊn] ( 音声ファイル)
- 独: Xylophon（クシュロフォーン）[ˌksyloˈfoːn] ( 音声ファイル)
- 仏: xylophone（グジロフォヌ、クシロフォヌ）[gzilɔfɔn, ksilɔfɔn] ( 音声ファイル)
- 伊: xilofono, silofono（クシローフォノ、シローフォノ）[ksiˈlɔ.fo.no, siˈlɔ.fo.no]
- 西: xilófono, xilofón（シロフォノ、シロフォン）[siˈlofono, siloˈfon]

## コンサート用シロフォン
音板の材質には、ローズウッド、紫檀、カリンのような堅い木材が用いられる。音板の下にマリンバ同様の共鳴管が取り付けられている。近年では、繊維強化プラスチック (FRP) を使用した音板の製品も作られている。
音域は、中央ハの完全4度上のヘ (F) から3オクターブ半である。楽譜には1オクターブ低く書かれる（楽譜より1オクターブ高い音が出る）ため、移高楽器に分類される。
いくつかのメーカーは低音域に拡張された4オクターブの物を製造しており、最初に4オクターブタイプを楽譜に指定したのはピエール・ブーレーズである。ただしブーレーズがその初期の代表作品「主なき槌」で指定したのはシロリンバである。シロリンバはシロフォンのような硬い音色を持ちながらマリンバのような低音域まで拡張されているが、樹脂製であるため経年劣化で割れやすく、2000年以降に新規製造する会社は消滅した。代わりにシロフォンの音域が低音域に拡張したため、近年のブーレーズ初期作品の演奏ではシロリンバの代替として4オクターブのシロフォンが用いられている。
マレット（枹・ばち）で叩いて演奏するが、打部の材質によって音色の変化が得られる。打部には、木、ゴム、プラスチックが用いられ、時にマリンバやヴィブラフォンに用いるような毛糸巻きのものも使われる。毛糸巻きのマレットで打鍵した場合は、柔らかい音となる。通常は、グロッケンシュピールと同様にマレット2本（片手に1本ずつ）を用いて演奏するが、マリンバやヴィブラフォンのようにマレットを4本用いて演奏することも可能である。6本は滅多に使用されない。
近年では、4オクターブ半のシロフォンが試作されている。

## 譜面上の略記
- Xylo. Xyl. Xyloph. 等

## シロフォンの印象的な作品
- サン＝サーンス：『死の舞踏』、『動物の謝肉祭』より「化石」
- バルトーク：『弦楽器と打楽器とチェレスタのための音楽』
- ハチャトゥリアン：バレエ音楽『ガイーヌ』より「剣の舞」
- カバレフスキー：組曲『道化師』より「ギャロップ」
- 黛敏郎：『木琴小協奏曲』
- すぎやまこういち：『空飛ぶベッド』

## 著名なシロフォン奏者
- マイケル・ジョセフ・グシコフ
- ジョージ・ハミルトン・グリーン
- レッド・ノルボ
- テディ・ブラウン
- 平岡養一 - 日本の木琴界の創始者のひとりと言われている。
- 朝吹英一
- 岩井貞雄 - 上海で大スターだったと言われている。
- 通崎睦美 - 平岡養一が使用していた木琴で、演奏活動を行なっている。
- 飯野晶子
- ボブ・ベッカー

## 主なメーカー
- プレミア
- アダムス
- スタジオ49
- ヤマハ
- コオロギ
- サイトウ
- マッサー
- マレテック
- ヴァンコレ
- ベルジュロー
- コー・パーカッション